# Fayçal Azizi
Pour les articles homonymes, voir Azizi.
Fayçal Azizi (en arabe marocain : فَيْصَل عَزِيزِي, Fayṣal ʿazīzī), né le 26 février 1986 à Tétouan, est un acteur, auteur, compositeur et chanteur marocain.

## Biographie
Né à Tétouan, Fayçal Azizi débute comme comédien au théâtre après avoir été admis à l'Institut supérieur d'art dramatique et d'animation culturelle à Rabat en 2004. Il entre dans la compagnie Dabateatr en 2007 et joue dans plusieurs pièces de théâtre comme Il/Houwa et 180 degrés de Driss Ksikes.
Il connaît ses premiers succès musicaux grâce à la chanson Werda ala Werda du film L'orange amère en 2006 et a ses chansons avec le Groupe K'lma. En 2014 il se lance dans une carrière solo, avec la reprise de la chanson Judéo-Marocaine Haka A Mama, qui lui vaut le prix de la meilleure chanson electro aux Moroccan Music Awards en 2015
En 2005, il joue son premier rôle à la télévision marocaine dans Les Victimes de Hakim Noury. Il fait sa première apparition internationale dans King Tut Unwrapped, où il incarne le pharaon Toutankhamon, un docu-fiction produit par Discovery Channel en 2009. En 2011, il intègre la distribution de la série française Kaboul Kitchen, produite et diffusée par Canal+. Son rôle d’Habib devient récurrent sur 3 saisons de 2012 à 2017.
Entre-temps, il participe à plusieurs films, séries, documentaires. Il est aussi l'interprète en solo de chansons comme Makayen Bass (2016), Meftah Leqloub (2017), Ana Mellit (2018) et Qolli Alash Kwitini (2019).
En 2017, il décroche son premier rôle en vedette dans le téléfilm Doublevé (W) de Said Azar, qui lui a valu le prix du meilleur rôle masculin, en 2018, au Festival national de la télévision marocaine. En 2018, il est tête d’affiche Disk Hyati, une série qui parle de l'art et de la jeunesse marocaine. En 2019, il incarne Abderrafie dans Moul L'Bandir, un téléfilm qui remporte un succès immédiat. La même année, Fayçal Azizi joue en vedette dans le long métrage Green Card de Hicham Regragui, qui ne sort en salle que début 2021 pour cause de Covid.

## Polémique
Après la publication d'une photo sur Instagram le 3 juillet 2018, ou il traduit littéralement en Darija, les paroles du refrain de How Soon Is Now? par le groupe de rock anglais The Smiths, une vague de commentaires sur les réseaux sociaux provoque un questionnement sur son orientation sexuelle. Les médias se déchaînent sur le sujet encore tabou dans la société marocaine. Fayçal est connu pour ses positions progressistes, soutenant ouvertement les libertés individuelles et la liberté d'expression.

## Filmographie

### Longs métrages
- 2010 : Majid (ماجد) de Nassim Abassi
- 2012 : Colère (غضب) de Mohamed Zineddaine : Fouad
- 2022 : Green Card d'Hicham Regragui : Habib

### Courts métrages
- 2015 : Towards the Possible de Shezad Dawood
- 2015 : La perruque (the Wig) de Karim Boukhari : Reda
- 2015 : Exit de Sarra R'Kha et Lucas Jacquier

## Télévision

### Téléfilms
- 2008 : Les victimes de Hakim Noury
- 2017 : W (Doublevé) de Maha Eltaîb : Mouhiz
- 2019 : Moul L'Bandir de Brahim Chkili

### Séries
- 2012-2017 : Kaboul Kitchen sur Canal+, 18 épisode : Habib
  - 2012 Saison 1, épisode 1 : La fille à la grosse valise de Jean-Patrick Benes et Allan Mauduit
  - 2012 Saison 1, épisode 2 : La piscine d'Allan Mauduit
  - 2012 Saison 1, épisode 3 : La panthère et l'imprimeur d'Allan Mauduit
  - 2012 Saison 1, épisode 4 : Dollars et passion d'Allan Mauduit
  - 2012 Saison 1, épisode 5 : Peur sur Kaboul d'Allan Mauduit
  - 2012 Saison 1, épisode 6 : Vices et versets d'Allan Mauduit
  - 2012 Saison 1, épisode 10 : Crise de foi de Frédéric Berthe
  - 2012 Saison 1, épisode 11 : Cool à Kaboul de Frédéric Berthe
  - 2012 Saison 1, épisode 12 : Pas cool à Kaboul de Frédéric Berthe
  - 2014 Saison 2, épisode 1 : La peste et le choléra de Frédéric Berthe
  - 2014 Saison 2, épisode 7 : Taupe secret de Frédéric Berthe
  - 2014 Saison 2, épisode 8 : Le vestiaire de la peur de Frédéric Balekdjian
  - 2014 Saison 2, épisode 9 : La route de Jalalabad de Frédéric Balekdjian
  - 2014 Saison 2, épisode 10 : L'homme au pistolet de nacre de Frédéric Balekdjian
  - 2014 Saison 2, épisode 11 : Le traître, la brute et le fiancé de Frédéric Balekdjian
  - 2017 Saison 3, épisode 11 : Jacky unchained de Frédéric Balekdjian
  - 2017 Saison 3, épisode 2 : Des Russes et des roses de Frédéric Balekdjian
  - 2017 Saison 3, épisode 10 : Le choix de Sophie de Frédéric Balekdjian
- 2014 : Super Market, 30 épisodes pour Al Aoula
- 2018 : Disk Hayati, 15 épisodes sur 2M Maroc : Amine
- 2024 : ACH HADA, 30 épisodes sur Al Aoula : Fahad
- 2024 : Bnat Lyoum, 30 épisodes sur 2M Maroc : Joyce
- 2024 : Camping Paradis sur TF1, RTL TVI et RTS Un
  - Saison 15, épisode 3 : Les Bleus au Maroc - Nabil

### Docu-fiction
- 2008 : Toutankhamon, secrets de famille (King Tut Unwrapped) de Brando Quilici : Toutankhamon

## Discographie

### Avec le groupe K'lma Band
- 2012 : Nadem
- 2018 : Tkellem

### En solo
- 2015 : Hak a Mama
- 2015 : Makayen Bass
- 2017 : Meftah Leqloub
- 2018 : Memlook
- 2018 : Ana Mellit
- 2019 : Qolli Alash Kwitini
- 2021 : Kif Mana (Wake up call)
- 2024 : Qiluni

## Distinctions
- 2015 : Trophée catégorie Electro-Dance aux Morocco Music Awards, pour la chanson Hak A Mama
- 2018 : Prix d'interprétation masculine au Festival national de la télévision marocaine, pour W (Doublevé) de Maha Eltaîb